# Bellevalia decolorans
Bellevalia decolorans är en sparrisväxtart som beskrevs av Joseph Friedrich Nicolaus Bornmüller. Bellevalia decolorans ingår i släktet Bellevalia och familjen sparrisväxter. Inga underarter finns listade i Catalogue of Life.